# Sarp Can Köroğlu
Sarp Can Köroğlu (* 14. Juli 1990 in Istanbul) ist ein türkischer Schauspieler.

## Leben und Karriere
Sarp Can Köroğlu wurde am 14. Juli 1990 in Istanbul geboren. Er studierte an der Mimar Sinan Üniversitesi. Sein Debüt gab er 2010 in der Fernsehserie Elde Var Hayat. Von 2011 bis 2012 war er in der Serie Adini Feriha Koydum zu sehen. Anschließend trat er 2014 in Kurt Seyit ve Shura auf. Zwischen 2015 und 2016 spielte Köroğlu in Günesin Kizlari mit.
2016 wurde Köroğlu für die Serie Hayatımın Aşkı gecastet. Außerdem bekam  er eine Rolle in Bay Yanlış. Unter anderem bekam er 2022 in der Serie Gül Masali die Hauptrolle.

## Filmografie
Filme
- 2017: Damat Takimi
- 2023: Obsesyon

Serien
- 2010: Elde Var Hayat
- 2011–2012: Adini Feriha Koydum
- 2014: Kurt Seyit ve Sura
- 2015–2016: Günesin Kizlari
- 2016: Hayatımın Aşkı
- 2016–2017: Paramparça
- 2018: Çukurdere
- 2018–2019: Yasak Elma
- 2020: Bay Yanlış
- 2021: Sen Çal Kapımı
- 2022: Gül Masali